# آبدار
آبدار یکی از روستاهای استان آذربایجان شرقی است که در دهستان سهندآباد بخش تیکمه‌داش شهرستان بستان‌آباد واقع شده‌است.این روستا ۶۸ نفر جمعیت دارد.